# Czechnów
Czechnów (niem. Zechen) – wieś w Polsce położona w województwie wielkopolskim, w powiecie rawickim, w gminie Bojanowo.
Wieś śląska. W latach 1973–1976 w gminie Czernina. W latach 1975–1998 miejscowość administracyjnie należała do województwa leszczyńskiego.

## Nazwa
W księdze łacińskiej Liber fundationis episcopatus Vratislaviensis (pol. Księga uposażeń biskupstwa wrocławskiego) spisanej za czasów biskupa Henryka z Wierzbna w latach 1295–1305 miejscowość wymieniona jest w zlatynizowanej formie Cznechnowo.